# Max-Schmeling-Halle

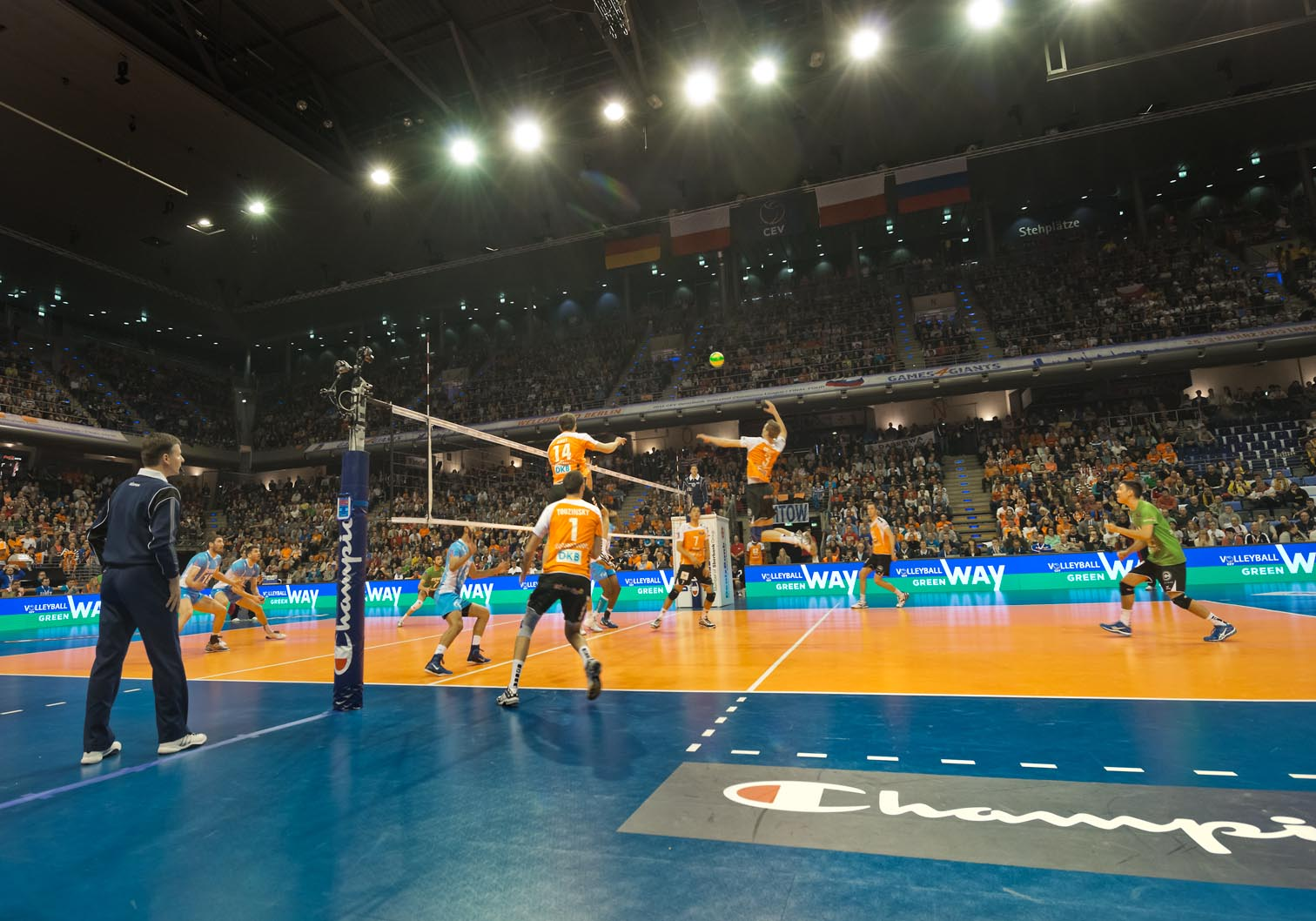
Turniej finałowy Ligi Mistrzów 2015

Max-Schmeling-Halle – hala widowiskowo-sportowa w Berlinie mogąca pomieścić całkowicie ponad 11 900 widzów. Jest jedną z trzech największych berlińskich hal widowiskowo-sportowych.

## Historia
W dniu 14 grudnia 1996 nastąpiło uroczyste otwarcie hali sportowej w obecności słynnego niemieckiego pięściarza Maxa Schmelinga (hala wzięła od Jego imienia swoją nazwę). Początkowo obiekt był brany pod uwagę jako jedna z aren Letnich Igrzysk Olimpijskich w 2000 roku, jednak w ostateczności gospodarzem tej imprezy zostało Sydney. Obecnie w hali swoje mecze rozgrywają dwie berlińskie drużyny: Berlin Recycling Volleys (piłka siatkowa) i Füchse Berlin (piłka ręczna).

## Umiejscowienie
Obiekt jest położony w pobliżu Friedrich-Ludwig-Jahn-Sportpark przy ulicy Am Falkplatz 1 w berlińskiej dzielnicy Prenzlauer Berg w okręgu administracyjnym Pankow.

## Ważniejsze wydarzenia
- Koncerty
- Gale bokserskie
- Mecze piłki ręcznej drużyny Füchse Berlin
- Mecze siatkarskie drużyny Berlin Recycling Volleys
- Mecze koszykarskie drużyny ALBA Berlin (do 2008)
- WrestleMania Revenge-Tour
- Mistrzostwa Niemiec w hokeju na lodzie 2001, 2010, 2013, 2015
- Mistrzostwa Świata w Piłce Ręcznej Mężczyzn 2007
- Mistrzostwa Europy w Gimnastyce Sportowej 2011
- Bundesvision Song Contest 2010, 2012
- Mistrzostwa Europy w Piłce Siatkowej Kobiet 2013
- Turniej finałowy Ligi Mistrzów siatkarzy (2014/2015)
- Europejskie kwalifikacje w piłce siatkowej mężczyzn do Letnich Igrzysk Olimpijskich 2016